# Gospodarska rast
Gospodarska rast pomeni povečanje ali izboljšanje inflaciji prilagojene tržne vrednosti blaga in storitev, ki jih v določenem časovnem obdobju proizvede gospodarstvo. Statistiki tako rast običajno merijo z odstotkom povečanja realnega bruto domačega proizvoda ali realnega BDP.
Rast se običajno izračuna v realni vrednosti – tj. v inflaciji prilagojenem okviru – za odpravo motečega vpliva inflacije na cene proizvedenega blaga. Merjenje gospodarske rasti uporablja nacionalno računovodstvo dohodkov. Ker se gospodasrka rast meri kot letna odstotkovna sprememba bruto domačega proizvoda (BDP), ima vse prednosti in slabosti te mere. Stopnje gospodarske rasti držav se pogosto primerjajo z razmerjem med BDP in prebivalstvom (dohodek na prebivalca). "Stopnja gospodarske rasti" se nanaša na geometrično letno stopnjo rasti BDP med prvim in zadnjim letom v časovnem obdobju. Ta stopnja rasti predstavlja trend povprečne ravni BDP v tem obdobju in ne upošteva nihanj BDP glede na ta trend.
Ekonomisti imenujejo povečanje gospodarske rasti z učinkovitejšo rabo vložkov (povečana produktivnost – produktivnost dela, fizičnega kapitala, energije ali materialov) intenzivna rast. Rast BDP, ki temelji zgolj na povečevanju razpoložljivih virov za uporabo (npr. rast prebivalstva ali nova ozemlja), se imenuje ekstenzivna rast. Gospodarsko rast poganja tudi razvoj novega blaga in storitev.